# Władimir Łukjanow
Władimir Wasiljewicz Łukjanow (ros. Владимир Васильевич Лукьянов, ur. 20 lipca 1901 we wsi Zabołotje w guberni włodzimierskiej, zm. 27 października 1958 w Moskwie) – radziecki działacz partyjny, członek KC KPZR (1952-1956).
Studiował na Uniwersytecie Komunistycznym, w 1927 wstąpił do WKP(b), 1929-1930 był technikiem, później inspektorem i ekonomistą Zarządu Eksploatacyjno-Planowego Ludowego Komisariatu Połączeń Drogowych ZSRR. 1934-1936 studiował w Moskiewskim Instytucie Inżynierów Transportu Samochodowego im. Stalina, po czym został starszym inżynierem w Moskiewskim Instytucie Naukowo-Badawczym Transportu Samochodowego. 1937-1938 instruktor i kierownik wydziału kadr partyjnych Kujbyszewskiego Rejonowego Komitetu WKP(b) w Moskwie, od 1938 do 17 września 1940 II sekretarz, a od 17 września 1940 do 12 marca 1947 I sekretarz Komitetu Obwodowego WKP(b) w Kirowie. Od lutego 1947 do sierpnia 1952 I sekretarz Komitetu Obwodowego WKP(b) w Iwanowie, a od sierpnia 1952 do lutego 1954 I sekretarz Komitetu Obwodowego WKP(b)/KPZR w Jarosławiu. Od 14 października 1952 do 14 lutego 1956 członek KC KPZR, od lutego 1954 do 1956 I zastępca przewodniczącego Komisji Kontroli Partyjnej przy KC KPZR, od 25 lutego 1956 do śmierci członek Centralnej Komisji Rewizyjnej KPZR, od 1956 do 1958 sekretarz Komitetu Kontroli Partyjnej przy KC KPZR. Deputowany do Rady Najwyższej ZSRR 2 i 3 kadencji. Pochowany na cmentarzu Nowodziewiczym.

## Odznaczenia
- Order Wojny Ojczyźnianej I klasy
- Order Czerwonego Sztandaru Pracy (dwukrotnie)
- Order Czerwonej Gwiazdy